# Orkoraptor
Orkoraptor burkei
Genre
Espèce
Orkoraptor est un genre de grands dinosaures théropodes de la famille des Mégaraptoridés (Megaraptoridae) ayant vécu durant la fin du Crétacé (début du Maastrichtien), dans l'actuelle Argentine. Une seule espèce est rattachée à ce genre, Orkoraptor burkei.
Il est connu par un fossile incomplet comprenant des éléments du crâne, des dents, des vertèbres caudales et une partie d'un tibia. Les dents spécialisées ressemblent à celles de certains théropodes Maniraptoriens. Cette  caractéristique anatomique, parmi d'autres, a conduit les auteurs qui l'ont décrit (Fernando Novas, Martín Ezcurra (en) et Agustina Lecuona) à suggérer qu'il s'agissait d'un Coelurosaurien (Coelurosauria) plus avancé que les Tyrannosauridés. Cependant, des études ultérieures ont montré qu'il s'agissait d'un Allosauroïdé tardif.
Cependant, il a été admis fin 2018 dans deux études que les Mégaraptoriens (dont Orkoraptor) étaient en réalité des Coelurosauriens basaux ,.
Trouvé dans la formation Pari Aike dans le sud de la Patagonie, c'est l'un des dinosaures carnivores les plus méridionaux d'Amérique du Sud.
Le nom Orkoraptor signifie « voleur denté de la rivière ». Il a été créé à partir du mot aoniken Orr-Korr, le nom local de la rivière La Leona (es), près du site d'origine du fossile.

## Publication originale
- (en) Fernando E. Novas, Martín D. Ezcurra et Agustina Lecuona, « Orkoraptor burkei nov. gen. et sp., a large theropod from the Maastrichtian Pari Aike Formation, Southern Patagonia, Argentina », Cretaceous Research, Elsevier, vol. 29, no 3,‎ juin 2008, p. 468-480 (ISSN 0195-6671 et 1095-998X, OCLC 36935308, DOI 10.1016/J.CRETRES.2008.01.001, lire en ligne).